# Daryl Katz
Daryl Allan Katz, född 31 maj 1961, är en kanadensisk företagsledare som är grundare och styrelseordförande för Katz Group of Companies, som är ett av Kanadas största privata företag med intressen i fastigheter, investeringar, sport och underhållning, fram till mars 2016 även inom apotek men det såldes till det amerikanska McKesson Corporation för C$3 miljarder.
Han är också styrelseordförande för Oilers Entertainment Group som bland annat äger ishockeylaget Edmonton Oilers i NHL och samäger ett produktionsbolag tillsammans med filmproducenten Joel Silver.
Den amerikanska ekonomitidskriften Forbes rankar Katz till den tolfte rikaste kanadensaren och världens 527:e rikaste med en förmögenhet på US$3,2 miljarder för den 22 oktober 2016.
Katz avlade en juristexamen och en juris doktor vid University of Alberta.